# X округ Парижа
Десятий округ Парижа, (фр. Arrondissement de l'Entrepôt) — один із 20 муніципальних округів Парижа. Площа округу становить 289 га.

## Географічне положення

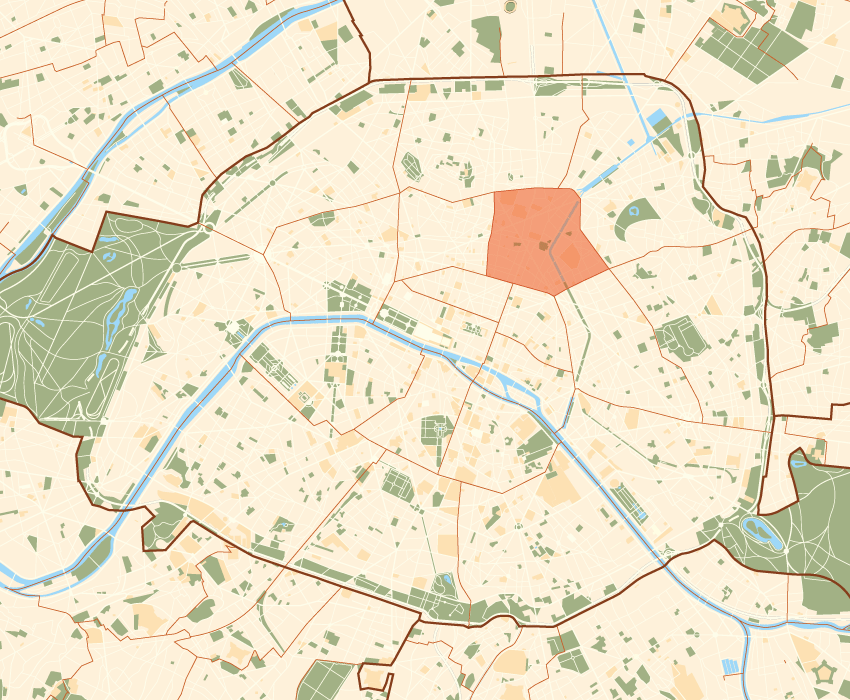
Обриси 10-го округу на мапі Парижа

10-й округ розташований на правому березі Сени. На сході він межує з 11-м, на заході з 9-м, на півночі з 18-м і на півдні з 3-м округом.

## Квартали
Квартали № 37-40:
- Сен-Венсан-де-Поль (Quartier Saint-Vincent-de-Paul)
- Порт-Сен-Дені (Quartier de la Porte-Saint-Denis)
- Порт-Сен-Мартен (Quartier de la Porte-Saint-Martin)
- Лікарня Сен-Луї (Quartier de l' Hôpital-Saint-Louis)

## Населення
За даними перепису населення 2005 року в 10-му окрузі проживають 89 600 осіб при щільності населення 31 004 чол/км ². Це становить 4,2 % паризького населення.
| Рік  | Населення | Густота населення (чол/км ²) |
| ---- | --------- | ---------------------------- |
| 1881 | 159 809   | 55 259                       |
| 1962 | 124 497   | 43 049                       |
| 1968 | 113 372   | 39 202                       |
| 1975 | 94 046    | 32 519                       |
| 1982 | 86 970    | 30 073                       |
| 1990 | 90 083    | 31 149                       |
| 1999 | 89 612    | 30 986                       |

## Органи правління

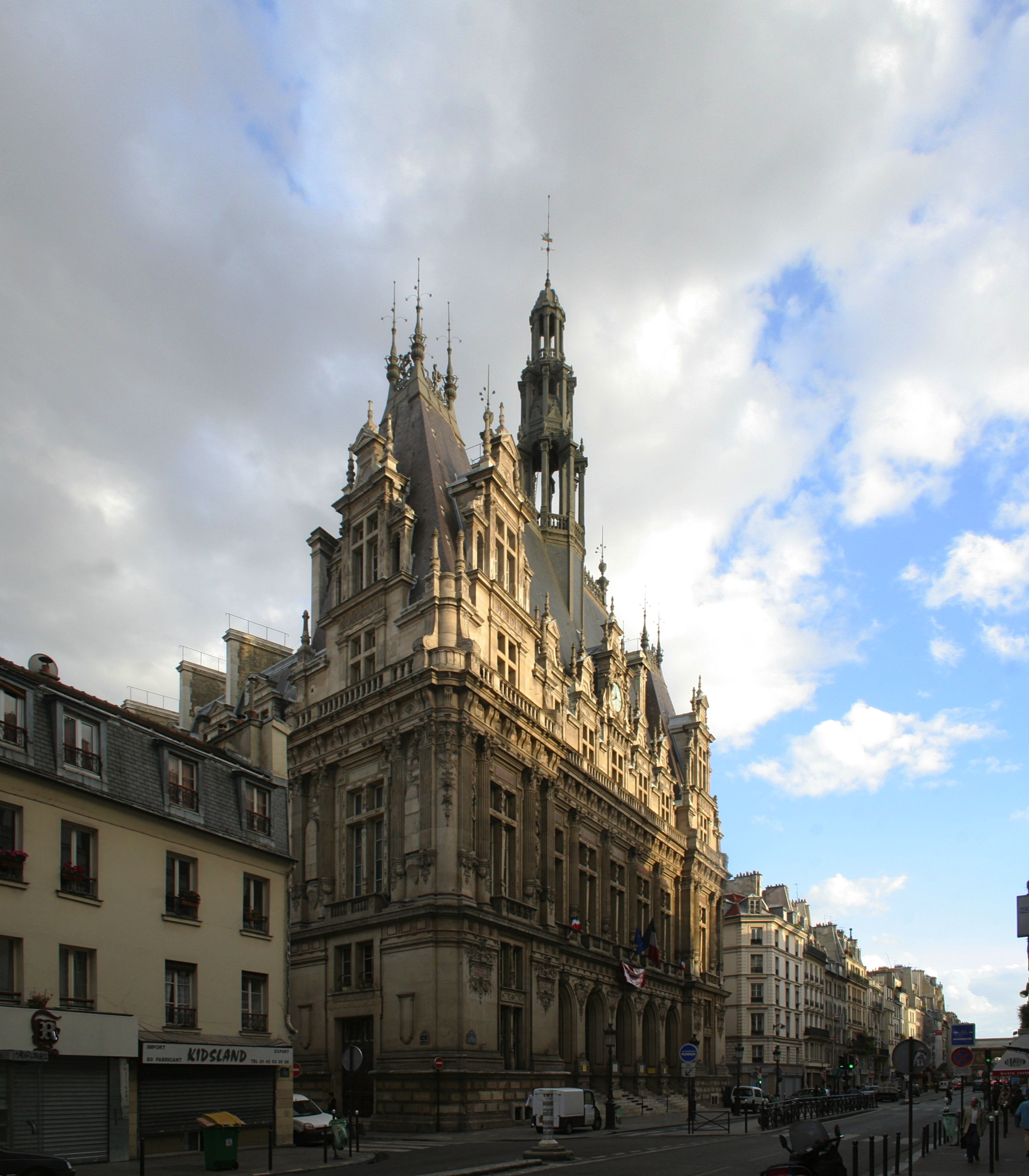
Мерія

З 2001 року мером округу був член Соціалістичної партії Франції Тоні Дрейфус. У березні 2008 року на наступні 7 років обрано його товариша по партії Ремі Феро (Rémi Féraud)
- Адреса мерії:

72, Rue du Faubourg Saint-Martin
75475 Paris Cedex 10

## Визначні місця

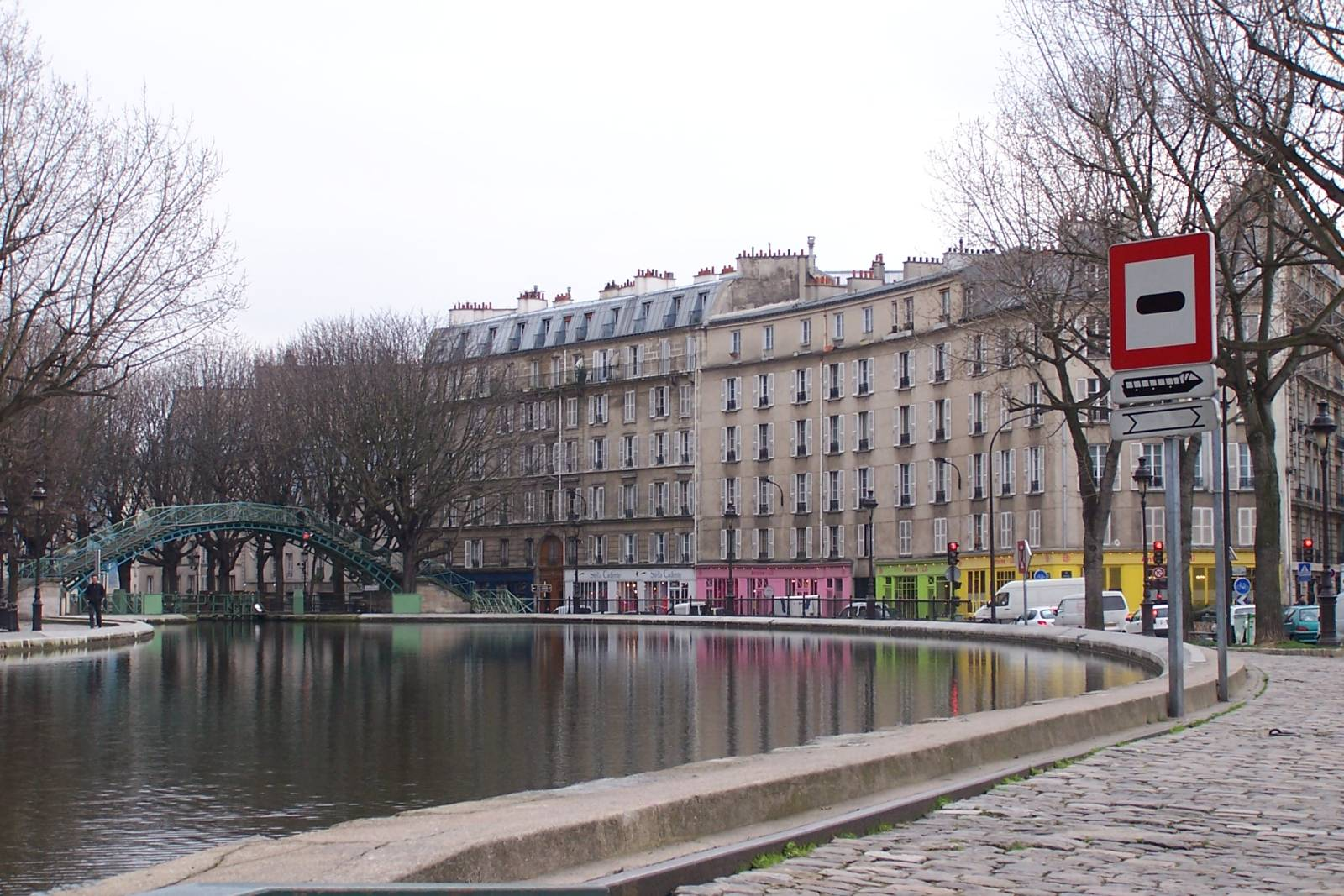
Канал Сен-Мартен

- Канал Сен-Мартен
- Церква Святого Вікентія де Поля
- Дзеркальний палац

### Вулиці, площі
- Вулиця Фобур Сен-Дені
- Площа Республіки
- Бульвар Ла Шапель

## Транспорт

Східний вокзал

В 10-му окрузі знаходяться два залізничні вокзали — північний та Східний.
- Метро: лінії 4, 5, 7
- RER: лінія Е, B, D, станція Gare du Nord